# Kurfürstendamm (Königsberg, Preußen)
Der Kurfürstendamm in Königsberg war eine Straße in Ostpreußens Provinzialhauptstadt.
Auf der Lomse großzügig angelegt, war der Kurfürstendamm der Anfang für eine östliche Umgehungsstraße vom Roßgärter Markt zum  Friedländer Tor.